# Ningbo Center
Das Ningbo Center ist ein im Bau befindlicher Wolkenkratzer in Ningbo (China).
Die Grundsteinlegung erfolgte am 9. April 2018.
Der Wolkenkratzer hat seit 2024 seine Höhe von 409 Metern erreicht und wird im ersten Halbjahr 2025 fertiggestellt. Damit ist er das höchste Gebäude von Ningbo.